# Sea Life München
Koordinaten: 48° 10′ 25,7″ N, 11° 33′ 22,3″ O

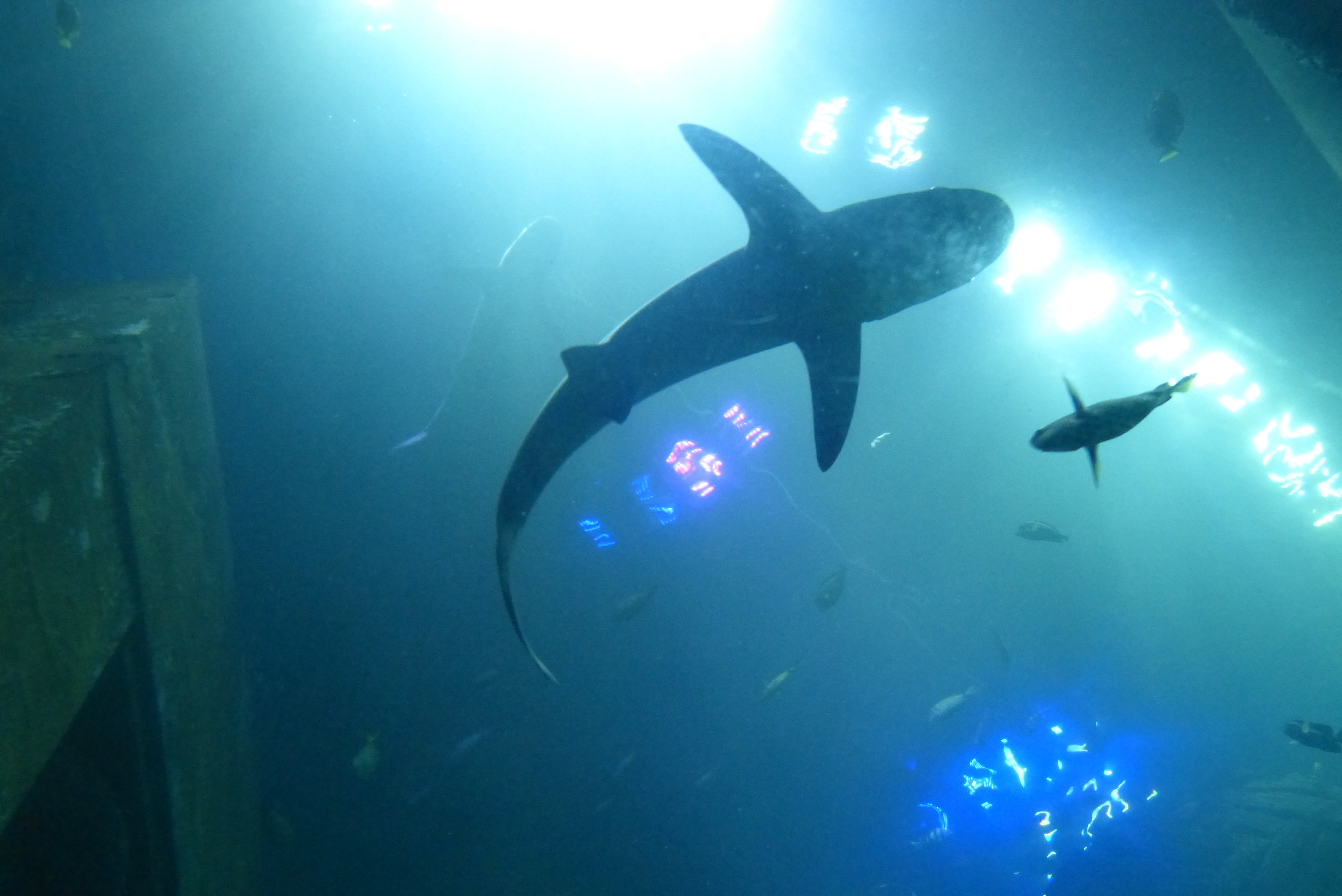
Hai im Sea Life München

Das Sea Life München ist eines von acht Sea-Life-Zentren in Deutschland. Es wurde im April 2006 am Willi-Daume-Platz im Olympiapark in München eröffnet.

## Beschreibung
In über 33 Becken mit 700.000 Litern Wasser werden auf 2.200 Quadratmetern über 3.000 Meeresbewohner aus 150 Arten gehalten. Durch ein 400.000 Liter fassendes tropisches Becken führt ein zehn Meter langer Unterwassertunnel aus Acrylglas. Die Besucher erwarten 15 thematisierte Unterwasserwelten mit der größten Hai-Vielfalt Deutschlands mit mehr als 20 verschiedenen Arten und weitere wechselnde Themenwelten.

## Organisation
Betreiber ist, wie für alle anderen Einrichtungen der Sea Life-Kette, die Merlin Entertainments Group Ltd. Die deutschen Aquarien unterstehen der zwischengeschalteten Sea Life Deutschland GmbH. Sie hat für München, wie für die übrigen Zentren, jeweils einen General Manager als Verantwortlichen eingesetzt.